# Vila Chã (Alijó)
Vila Chã é uma povoação portuguesa sede da Freguesia de Vila Chã do Município de Alijó, freguesia com 20,23 km² de área e 445 habitantes (censo de 2021), tendo, por isso, uma densidade populacional de 22 hab./km².
Tem uma grande produção de pão.

## Aldeias da Freguesia de Vila Chã
- Vila Chã
- Chã
- Carvalho

## Demografia
A população registada nos censos foi:
| Distribuição da População por Grupos Etários | Distribuição da População por Grupos Etários | Distribuição da População por Grupos Etários | Distribuição da População por Grupos Etários | Distribuição da População por Grupos Etários |
| -------------------------------------------- | -------------------------------------------- | -------------------------------------------- | -------------------------------------------- | -------------------------------------------- |
| Ano                                          | 0-14 Anos                                    | 15-24 Anos                                   | 25-64 Anos                                   | > 65 Anos                                    |
| 2001                                         | 57                                           | 79                                           | 278                                          | 165                                          |
| 2011                                         | 48                                           | 51                                           | 243                                          | 191                                          |
| 2021                                         | 47                                           | 35                                           | 194                                          | 169                                          |

## Património
- Anta de Fonte Coberta